# Dennis Scheller-Boltz
Dennis Scheller-Boltz (geb. als Dennis Scheller 1977 in Kiel) ist ein deutscher Slawist, Sprach- und Übersetzungswissenschaftler.

## Werdegang
Von 1998 bis 2003 studierte  Scheller-Boltz am Fachbereich Angewandte Sprach- und Kulturwissenschaft (heute: FTSK) der Johannes Gutenberg-Universität Mainz in Germersheim Übersetzungs- und Dolmetschwissenschaften mit dem Schwerpunkt Russisch und Polnisch / Slawisch und schloss dieses als Diplom-Übersetzer ab. Er promovierte im Jahre 2009 ebendort als erster im Fach Polnisch/Slawisch. Seine Doktorarbeit widmet sich dem Thema Präponeme und Präponemkonstrukte im Russischen, Polnischen und Deutschen: Zur Terminologie, Morphologie und Semantik einer Wortbildungseinheit und eines produktiven Kompositionstypus, die im selben Jahr publiziert wurde.
Dennis Scheller-Boltz war anfangs am Goethe-Institut in Almaty und an den Sprachlernzentren in Pawlodar und Bischkek tätig. Er hatte Dozenturen an den Universitäten Innsbruck und Opole sowie an der Wirtschaftsuniversität Wien und an der Humboldt-Universität zu Berlin inne. Er war Gastdozent in Edinburgh, Glasgow, Ljubljana, Lviv, Mailand und Moskau. Er war Gastprofessor an der University of Alberta in Edmonton und an der Karl-Franzens-Universität Graz.

## Forschung
Dennis Scheller-Boltz widmet sich translatorischen und sprachenpaar-vergleichenden Themen sowie Fragestellungen zur Lexikografie und Wortbildung. Sein Schwerpunkt liegt auf den slawischen Sprachen, primär auf dem Russischen und Polnischen. Er forscht jedoch auch zu allgemein sprachwissenschaftlichen Fragen und zur deutschen Wortbildung.
Internationale Bekanntheit erlangte er aufgrund seiner intensiven Beschäftigung mit gender- und queer-linguistischen Fragen in den slawischen Sprachen. Seine Publikationen beleuchten nicht nur mit wissenschaftlichem Blick Sprache unter Gender- und Queer-Aspekten, sondern sie regen auch ein aktives Umdenken in Bezug auf den Sprachgebrauch an und zeigen Möglichkeiten einer gendergerechten bzw. genderneutralen Sprache in den slawischen Sprachen, aber auch in anderen Sprachen auf.

## Schriften (Auswahl)
Monographien
- Gender und Text. Zum  Wandel  von  Textsorten  und  Konventionen  in  einer  diversen  Gesellschaft.  Hamburg 2022.
- Grammatik und Ideologie. Feminisierungsstrategien im Russischen und Polnischen aus der Sicht der Wissenschaft und Gesellschaft. Frankfurt a. M. 2020.
- The Discourse on Gender Identity in Contemporary Russia. An Introduction with a Case Study in Russian Gender Linguistics. Hildesheim 2017.
- Präponeme und Präponemkonstrukte im Russischen, Polnischen und Deutschen. Zur Terminologie, Morphologie und Semantik einer Wortbildungseinheit und eines produktiven Kompositionstypus. Frankfurt a. M. 2010.
- Neologismen im Russischen, Polnischen und Deutschen. Kongruenzen und Divergenzen in der modernen Wortbildung. Saarbrücken 2008.

Beiträge in Sammelwerken
- Feminitives (Word Formation). In: Marc L. Greenberg, René M. Genis (Hrsg.): Encyclopedia of Slavic Languages and Linguistics Online. Leiden / Boston 2021.
- Slavic Gender Linguistics. In: Marc L. Greenberg, René M. Genis (Hrsg.): Encyclopedia of Slavic Languages and Linguistics Online. Leiden / Boston 2020.
- Queerlingvistika. In: Jana Valdrová: Reprezentace ženství z perspektivy lingvistiky genderových a sexuálních identit. Svými texty do knihy přispĕli Dennis Scheller-Boltz a Pavla Špondrová. Prag, 2018, 397–401.

(Mit-)Herausgeberschaft
- mit Tilmann Reuther (Hrsg.): Language Policies in the Light of Anti-Discrimination and Political Correctness: Tendencies and Changes in the Slavonic Languages. Und weitere Beiträge. Berlin 2019.
- mit Sonja Koroliov, Helmut Weinberger, Kurt Scharr (Hrsg.): Am Zug – Aufbruch, Aktion und Reaktion in den Literaturen und Kulturen Ost- und Südosteuropas. Eine Festschrift für Andrea Zink zum 60. Geburtstag. Innsbruck 2019.
- mit Helmut Weinberger (Hrsg.): Lexikografische Innovation – Innovative Lexikografie. Bi- und multilinguale Wörterbücher in Gegenwart und Zukunft: Projekte, Konzepte, Visionen. Hildesheim 2017.
- New Approaches to Gender and Queer Research in Slavonic Studies. Wiesbaden 2015.
- Język Polski – 25 lat po Przełomie. Die polnische Sprache – 25 Jahre nach der Wende. Hildesheim 2014.
- mit Maria Katarzyna Lasatowicz (Hrsg.): Zweisprachigkeit als Herausforderung und Chance. Berlin 2012.